# Israeli
Israeli è un cognome di lingua italiana.

## Varianti
D'Israele, Disraele, Disraeli, Israele.

## Origine e diffusione
Il cognome è tipicamente settentrionale.
Potrebbe derivare dal prenome Israele, ad indicare la discendenza da un capostipite così chiamato o le origini ebraiche della famiglia.